# Afonso Augusto Moreira Pena
Pour les articles homonymes, voir Moreira et Pena.
Afonso Augusto Moreira Pena (Santa Bárbara, 30 novembre 1847 – Rio de Janeiro, 14 juin 1909), avocat, juriste et homme d'État brésilien, président de la république des États-Unis du Brésil de novembre 1906 à juin 1909.

## Biographie
Il commence sa carrière politique en 1874 en étant élu au Congrès. Au fil des années suivantes, Pena occupe plusieurs ministères (Agriculture en 1882, Commerce et affaires intérieures en 1883, Justice en 1885). Il devient président de l'assemblée législative de l'État du Minas Gerais.
Il est gouverneur de ce même État de 1892 à 1894. Durant son mandat, la construction d'une nouvelle capitale, Belo Horizonte, est décidée.
Il est président de la Banco do Brasil d'octobre 1895 à novembre 1898.
En 1902, Pena devient vice-président auprès de Francisco de Paula Rodrigues Alves. Il est élu président en 1906 et le reste jusqu'à sa mort en 1909, quelques jours après le décès de son fils Álvaro Pena.
Afonso Pena est le premier président à promouvoir l'intervention de l'État dans l'économie du café, en faisant acheter par le gouvernement fédéral les surplus de production afin de maintenir les prix élevés du café sur le marché international. Pena favorise également le développement du chemin de fer.
Pendant son mandat, l'armée brésilienne est réorganisée par Hermes Rodrigues da Fonseca et les expéditions de Cândido Rondon en Amazonie sont montées.